# Estação Henares

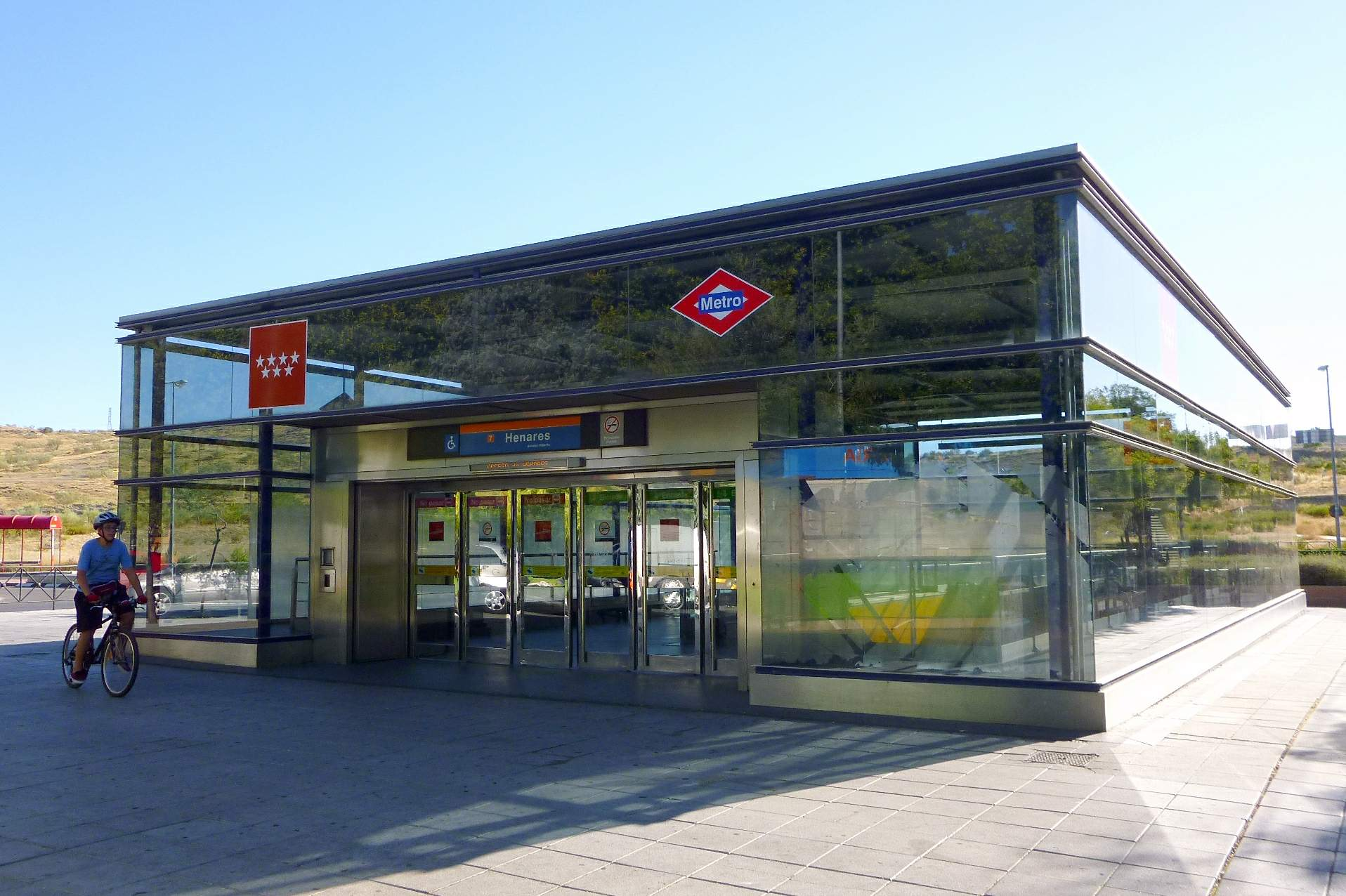
Acesso a estação

Henares é uma estação da Linha 7 do Metro de Madrid.